# دون ويليامسون
دون ويليامسون (بالإنجليزية: Don Williamson)‏ هو سياسي أمريكي، ولد في 2 فبراير 1934. حزبياً، نشط في الحزب الديمقراطي. وقد انتخب عمدة مدينة فلينت ‏.